# (1420) Radcliffe
(1420) Radcliffe ist ein Asteroid des Hauptgürtels, der am 14. September 1931 vom deutschen Astronomen Karl Wilhelm Reinmuth in Heidelberg entdeckt wurde.
Der Name des Asteroiden wurde zu Ehren der Klasse von 1912 des Radcliffe Colleges, Cambridge, Massachusetts gewählt.